# Cine l-a ucis pe Roger Ackroyd?
Cine l-a ucis pe Roger Ackroyd este un roman polițist scris de scriitoarea britanică Agatha Christie în anul 1926.
Romanul a fost adaptat ca o piesă de teatru de Michael Morton, Alibi, după care a fost realizat filmul omonim din 1931.
Detectivul belgian Hercule Poirot investighează o misterioasă presupusă sinucidere într-o casă de la țară.

## Ecranizări
- Alibi (film din 1931)